# Deutsche Zeitung (1871–1907)
Die Deutsche Zeitung war eine vom 17. Dezember 1871 bis zum 24. November 1907 bestehende Wiener Tageszeitung deutschnationaler Ausrichtung.
Das Blatt wurde zunächst in Konkurrenz zur Neuen Freien Presse gegründet und vertrat einen deutschliberalen Standpunkt. Hier schrieben unter anderem Josef Schöffel und Ferdinand Kürnberger, Ludwig Ganghofer (als Kulturredakteur) und Hermann Bahr (in gleicher Funktion und kurzzeitig auch als Herausgeber). Nach mehreren Besitzerwechseln vertrat das Blatt zuletzt die antisemitische Linie von Karl Lueger.